# فتاة، قوطعت (فيلم)
فتاة قوطعت (بالإنجليزية: Girl, Interrupted)، هو فيلم دراما سيرة ذاتية أمريكي صدر عام 1999، من إخراج جيمس مانغولد، كتبه مانغولد وليزا لومر وآنا هاملتون فيلان، استنادًا إلى مذكّرات سوزانا كايسن التي نُشرت عام 1993.
يؤدي بطولته كل من: وينونا رايدر، أنجلينا جولي، كليا دوفال، بريتاني ميرفي، إليزابيث موس، جاريد ليتو، أنجيلا بيتيس، جيفري تامبور، فانيسا ريدغريف، وووبي غولدبرغ. يروي الفيلم قصة شابة تمضي 18 شهرًا في مستشفى للأمراض النفسية بعد محاولتها الانتحار.
عُرض الفيلم في دور السينما في الولايات المتحدة بتاريخ 21 ديسمبر 1999، وحقق إيرادات بلغت 48 مليون دولار عالميًا. تلقى الفيلم مراجعات متفاوتة، لكن أداء رايدر، وجولي، وميرفي نال إشادة كبيرة، وفازت أنجلينا جولي بعدد من الجوائز، منها: جائزة الأوسكار لأفضل ممثلة مساعدة، وجائزة اختيار النقاد، وجائزة الغولدن غلوب لأفضل ممثلة مساعدة في فيلم، وجائزة نقابة ممثلي الشاشة لأفضل أداء لممثلة في دور مساعد.

## بطولة
- وينونا رايدر
- أنجلينا جولي
- ووبي غولدبرغ
- جاريد ليتو
- جيفري تامبور
- بريتاني ميرفي

## القصة
تروي سوزانا كيسن عن تجربتها الشخصية التي مرت بها بعد تخرجها من المدرسة الثانوية في أواخر عقد الستينيات، حيث تنتابها أعراض الاكتئاب والتيه مما يدفعها لمحاولة الانتحار، فتدخل إلى إحدى المصحات النفسية، وهناك تتوطد أواصر الصداقة بينها وبين نزيلات المصحة، لكنها تقع تحت تأثير ليزا، والتي تُعد أكثر فتاة في المصحة يصعب التعامل معها.

## روابط خارجية
- فتاة، قوطعت على موقع IMDb (الإنجليزية)
- فتاة، قوطعت على موقع ميتاكريتيك (الإنجليزية)
- فتاة، قوطعت على موقع الموسوعة البريطانية (الإنجليزية)
- فتاة، قوطعت على موقع روتن توميتوز (الإنجليزية)
- فتاة، قوطعت على موقع نتفليكس (الإنجليزية)
- فتاة، قوطعت على موقع قاعدة بيانات الأفلام العربية
- فتاة، قوطعت على موقع ألو سيني (الفرنسية)
- فتاة، قوطعت على موقع Turner Classic Movies (الإنجليزية)
- فتاة، قوطعت على موقع أول موفي (الإنجليزية)
- فتاة، قوطعت على موقع بوكس أوفيس موجو (الإنجليزية)